# ゴーズ・アヘッド
ゴーズ・アヘッド（英語：Goes Ahead、クロウ語：Bah-suk-ush、1851年 - 1919年5月31日）は、インディアンのクロウ出身の戦士。他、ファースト・ワン（英：First One）、ゴーズ・ファースト（英：Goes First）、ワン・アヘッド（英：One Ahead）、マン・ウィズ・ファーベルト（英：Man With Fur Belt）、ウォーク・アモング・ザ・スター（英：Walks Among the Stars）などの別名でも知られる。ゴーズ・アヘッドは、インタビューでリトルビッグホーンの戦いの様子を語り残しており、その内容は歴史家から評価されている。

## 経歴
16歳の時、同じクロウのプリティ・シールドと結婚する。
1876年4月10日、アメリカ軍のジョージ・アームストロング・カスター中佐が率いる第7騎兵隊が、クロウの敵であるスーやシャイアンに攻撃を仕掛けるという話を聞きつけ、斥候隊に志願した。ゴーズ・アヘッドは、クロウ出身のハーフ・イエローフェイスが率いる隊に配属された。隊には、ホワイトマン・ランズ・ヒム、ホワイト・スワン、カーリー、ヘアリィ・モカシンがいた。彼ら6人は、全員がクロウの出であった。1876年6月21日、6人はローズバッド川付近にあると目されたインディアンの野営地の偵察を命じられた。クロウたちは、この土地の事を良く知っていたためだった。
1876年6月24日、6人は部隊から先行し、スーおよびシャイアンの野営地を発見した。スーたちは、ローズバッド川からリトルビッグホーン川に移動していると考えられた。クロウの斥候隊は、本隊にその情報を伝えた。翌日6月25日、斥候隊はローズバッド川からリトルビッグホーン川の中間地点で、スーおよびシャイアンの巨大な野営地を発見した。さらに、スーたちは、すでにアメリカ軍の接近を察しているようにも見受けられた。この事は、すぐさまカスターにも伝えられた。しかしカスターは、攻撃を中止しなかった。カスターは、すぐさまスーたちを攻撃しないと、散り散りに逃げられて、さらに巨大な勢力と合流してしまうと恐れていた。
カスターが不利な戦いを決意したと知ると、ゴーズ・アヘッドたち6人のクロウは、アメリカ軍の軍服を脱ぎ、クロウの伝統的な戦装束に着替え始めた。その戦装束は、クロウの宗教観において、戦死した者を霊界へと導く手助けになるものだった。カスターは、このクロウの行動を見て、敗北主義だと激怒し、6人を自分の部隊から叩き出した。ゴーズ・アヘッドたち6人は、別働隊を率いていたマーカス・リノ少佐の部隊に加わった。やがて、後にリトルビッグホーンの戦いと呼ばれる戦が始まった。リノの部隊もスーたちと戦いになったが、全滅したカスターの部隊ほどの被害は受けず、それなりの兵士が生き残ることができた。6人のクロウもまた生き残った。
ゴーズ・アヘッドの妻、プリティ・シールドが伝えるところによれば、ゴーズ・アヘッドはミッチ・ブイヤーたちとともにラバの死体を盾にして戦っている時、カスターの死の瞬間を目撃したという。プリティ・シールドは、夫ゴーズ・アヘッドについて様々な話を伝え残している。その1つに「我が夫、ゴーズ・アヘッドたちがリトルビッグホーン川に攻め込んだ時、Son of the Morning Star（明けの明星の息子という意、長い金髪から取られたカスターの渾名）の部隊と合流した。一人のラコタが二人に向かって叫んだ。（フランク・バード・リンダーマンによれば）『帰れ、さもなくば、お前たちは死ぬだろう』という言葉だった。Son of the Morning Starは、ゴーズ・アヘッドよりも先にスーに攻め込み、そして戦死した。ゴーズ・アヘッドは恐怖したが、Son of the Morning Starが馬から落ちるのを見届けるまで、逃げなかった。そして、ゴーズ・アヘッドも攻撃を受けて倒れた時、彼は青い軍服を着た騎兵が、丘を駆け上っているのを見たという。後、生き残ったゴーズ・アヘッドは、私（プリティ・シールド）を連れて、Son of the Morning Starが死に、そしてゴーズ・アヘッドが、軍旗と共に倒れた場所を見せてくれた」という話がある
戦いの後、ゴーズ・アヘッドはクロウの居留地に戻り、家族を育てた。後に、エドワード・S・カーティスのインタビューを受け、その内容は本として出版されている。その本は、リトルビッグホーンの戦いにおいて、中立的な視点を一般大衆に与えた最初期の文物の一つであるが、インタビューの全内容は掲載されていなかった。カーティスが、ゴーズ・アヘッドたちクロウの斥候隊員にインタビューした内容のすべては、カーティスの死後40年以上経過した1990年代にカーティスのメモが見つかるまで、明らかとならなかった。

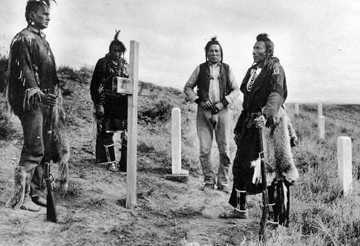
左からホワイトマン・ランズ・ヒム、ヘアリィ・モカシン、カーリー、ゴーズ・アヘッドである。彼らは戦いから生き延びた。1913年に戦場跡に集まり、この写真を撮った。

ゴーズ・アヘッドは1919年、インフルエンザにかかり死亡した。彼の亡骸は、リトルビッグホーン記念国定公園の墓地に埋葬されている。未亡人プリティ・シールドは、夫の人生を語り継ぎ、その話はリトルビッグホーンの戦いの重要な情報源となった。